# スタンドイン
スタンドイン (stand-in) とは、映画やテレビ番組の撮影前に、配光、立ち位置を確認するといった照明や撮影の準備作業のために俳優の代理をする人物のこと。これらの作業に相当な時間がかかるため、俳優本人に行わせて肉体的、精神的負担が演技に悪影響を及ぼすのを避けるために代理を立てて行う。

## 概要
スタンドインは、撮影の最初の段階で必要になる。
スタジオ内での撮影を例としてあげると、まず照明の吊り込みを行い、大道具など美術の配置を行う。こうしてセットが完成すると、スタンドインはそこに入り照明を浴びる。撮影監督やカメラ部門はスタンドインに当たる照明の具合から各シーンにおける照明の大きさや方向などを確認できる。ディレクターは、しばしば特定のシーンにおける演技の動きをスタンドインに指示する。スタンドインがセットの中を行き交うのを見ながら、演技者の立ち位置やライトの見切れ、マイクの影などを確認し、照明スタッフは配光調整をしていく。このように、スタンドインは撮影現場をスムーズに進行させるあたって重要な役割を果たしている。
スタンドインは撮影の前段階に必要になるため、実際の収録に映ることはなく、俳優の代わりにカメラに映るボディダブル（英:body double）やスタントマンとは区別される。しかし、いくつかの作品ではボディダブルあるいはスタントマンの仕事とスタンドインを同じ人物が行う場合もある。
スタンドインが俳優そっくりに見えなければならない必要はないが、照明プランどおりにシーンの中の照明が正しく組み立てられるように、肌や髪の色、背格好についてはなるべく似通ったものが望ましい。例えば、実際の俳優より背が低いスタンドインを基準として照明がシューティングされてしまうと、収録の際俳優の顔の部分に照明がうまく当たらず映りが暗くなる可能性がある。また、俳優とスタンドインの肌や髪の色が違う場合、特に俳優がアップになるシーンでは画面のトーンに影響を及ぼすおそれがある。

## その他
- 演出上、照明に特に注文もなく、誰がやっても見当がつくような場合、手の空いてるスタッフがスタンドインを行う場合もある。
- この俳優にはこのスタンドインという具合に重宝されているスタッフもいる。
- 俳優を入れたリハーサルを通じて照明の配光はさらに調整される。